# Inner Terrestrials
Inner Terrestrials, également abrégé iT!, est un groupe ska punk et punk rock de britannique, originaire du quartier de Brixton, à Londres, en Angleterre. Formé en 1994, leur son mélange le punk hardcore, dub, ska, entre autres, créant ainsi un son puissant et électrique. Le groupe est réputé dans les scènes squat et punk underground,,.

## Biographie
Le groupe est à l'origine formé en 1994 par Jay Terrestrial et Fran Webber. Les paroles assez engagées sont aussi différentes mais toujours militantes : le droit des animaux, le droit des squatteurs, les écoguerriers. Leur premier concert s'effectue en février 1994. Les membres fondateurs seront rejoints par le batteur de Conflict, Francisco « Paco » Carreno, en 1996. Cette formation reste la même jusqu’en 2006. Toujours en 1996, le groupe publie un premier album auto-produit intitulé iT!.
Un EP 4 titres, Enter the Dragon, est publié en 1999. En 2006, Paco prend un congé pour raisons de santé. Il est remplacé pour un temps pas Kevin des Headjam, qui n’a fait que quelques dates de concert dans la formation, puis par Michel, des Six-8. Paco fait un bref retour en France sur la scène de la Maroquinerie pour le festival Barricata des RASH parisiens qui a eu lieu les 21, 22 et 23 juin 2007. En 2012 sort un nouvel album, intitulé Tales of Terror.

## Membres
- Jay Terrestrial - chant, guitare, basse
- Fran Webber - chant, basse
- Ben Swan - batterie

### Ancien membre
- Paco Carreno - batterie

## Discographie
- 1996 : iT! (démo)
- 1997 : Escape from New Cross (live)
- 1999 : Enter the Dragon
- 2002 : Barry Horne (titre hommage à Barry Horne décédé des suites d’une grève de la faim et qui a voué sa vie à la cause de la libération animale)
- 2004 : Guns of Brixton (single, reprise de The Clash)
- 2004 : X (Mass Prod)
- 2012 : Tales of Terror